# Mordellaria binotata
Mordellaria binotata es una especie de coleóptero de la familia Mordellidae.

## Distribución geográfica
Habita en Sudáfrica.